# Barbie i trzy muszkieterki
Barbie i trzy muszkieterki (ang. Barbie and the Three Musketeers) – amerykański film animowany, którego premiera w Polsce odbyła się 26 września 2009 roku na kanale MiniMini. Treść filmu nawiązuje do powieści Trzej muszkieterowie Aleksandra Dumasa.
Corinne chce zostać muszkieterką, tak jak jej ojciec – D'Artagnian. Ćwiczyła wiele lat i w końcu wyjechała do Paryża, aby ziścić swe marzenia. Jednak wszyscy wyśmiewają się z niej mówiąc, iż dziewczyna nie może zostać muszkieterem. Corinne zostaje zatrudniona do sprzątania zamku. Poznaje tam trzy dziewczyny – Vivecę, Araminę i Renée. One też pragną zostać muszkieterkami. Tymczasem ludzie z zamku, „przyjaciele księcia”, który ma zostać ukoronowany, szykują spisek, aby książę nie został królem. Ma się on odbyć podczas balu maskowego. Lecz Corinne i jej trzy przyjaciółki, które wcześniej dużo ćwiczyły pod okiem babuleńki (która też sprząta w zamku, lecz posiada umiejętności muszkieterskie i pomaga dziewczynom w ćwiczeniach), chcą uratować księcia.
Dzięki swojemu talentowi i ciężkiej pracy dziewczynom udaje się uratować księcia i zostają muszkieterkami.

## Obsada
- Kelly Sheridan – Corinne
- Kira Tozer – Viveca
- Willow Johnson – Aramina
- Dorla Bell – Renée
- Amelia Henderson – Miette
- Kathleen Barr – Helene
- Mark Hildreth – Prince Louis
- Tim Curry – Philippe
- Bernard Cuffling – Monsieur Treville
- Brian Dobson – Brutus
- Merrilyn Gann – Madame de Bosse
- David Kaye – Alexander
- Nicole Oliver – Matka Corinne

## Wersja polska
Wersja polska: SDI Media Polska

Reżyseria i kierownictwo muzyczne: Agnieszka Zwolińska

Dialogi polskie: Anna Niedźwiecka-Medek

Realizacja dźwięku – dialogi: Adam Łonicki i Piotr Zygo

Realizacja dźwięku – piosenki: Jarosław Wójcik

Zgranie: Jens Ryberg

Kierownictwo muzyczne: Urszula Nowocin

Piosenki: „Razem tak” i „Wiem czego chcę” śpiewała: Beata Wyrąbkiewicz

W rolach głównych:
- Beata Wyrąbkiewicz – Barbie™ jako Corinne
- Paweł Szczesny – Filip
- Marta Gajko – Viveca
- Katarzyna Łaska – Aramina
- Agnieszka Fajlhauer – Renée
- Barbara Zielińska – Madame de Bossé
- Anna Apostolakis-Gluzińska – Helena
- Piotr Bajtlik – Książę Ludwik
- Leszek Filipowicz – Bertram
- Cezary Nowak – Monsieur Treville
- Tomasz Steciuk – Serge
- Joanna Pach – Miette
- Cezary Kwieciński – Brutus
- Zbigniew Konopka – Alexander
- Wojciech Paszkowski –
  - Świnia,
  - Muszkieter #2
- Krzysztof Cybiński – Muszkieter #1
- Grzegorz Drojewski –
  - Strażnik,
  - Strażnik pałacowy #1
- Klaudiusz Kaufmann –
  - Strażnik pałacowy #2,
  - Herold
- Bożena Furczyk – Modnisia #1
- Joanna Borer – Modnisia #2